# Бесшокы (возвышенность)
Бесшокы (каз. Бесшоқы, также Биш-Чохо, Бисчохо или Бещоко, от казахского «пять бугров») — возвышенность на Прикаспийской низменности, на территории Курмангазинского района Атырауской области Казахстана. Возвышенность расположена в западной части Рын-песков, её протяжённость с юго-запада на северо-восток 20 км, с запада на восток 8—12 км (по КНЭ, А. А. Богданов оценивает как 10х3,5 км). Эта плоская денудационная равнина с гипсовыми буграми (абсолютная высота 14,6 м) и карстовыми формами рельефа поднята над окружающей местностью на 30-40 м.
Многочисленные гипсовые бугры собраны в несколько групп, но в остальном разбросаны по возвышенности «без всякого порядка». Характерны также карстовые котловины диаметром — от 50 до 100—150 м и глубиной до 10 м и пещеры (И. В. Головачёв насчитывает 10 пещер, из них Мечта и Кененбай — крупные с залами размером 30х15×5 м и 18х11х3 м).
С точки зрения карстового районирования, входит в Прибаскунчакский округ Нижневолжско-Уральской карстовой области.